# Liste der Staatsoberhäupter von Kenia
Die ist eine Liste der Staatsoberhäupter von Kenia seit der Unabhängigkeit am 12. Dezember 1963.

## Monarchie (1963–1964)
| Nr. | Bild | Name (Lebensdaten)        | Amtsbezeichnung | Amtszeit          | Amtszeit          |
| Nr. | Bild | Name (Lebensdaten)        | Amtsbezeichnung | Beginn            | Ende              |
| --- | ---- | ------------------------- | --------------- | ----------------- | ----------------- |
| 1.  |      | Elisabeth II. (1926–2022) | Königin         | 12. Dezember 1963 | 12. Dezember 1964 |

### Generalgouverneure

Flagge des Generalgouverneurs von Kenia

Der britische Monarch wurde in seiner Abwesenheit durch einen Generalgouverneur vertreten:
| Nr. | Bild | Name (Lebensdaten)            | Amtsbezeichnung   | Amtszeit          | Amtszeit          |
| Nr. | Bild | Name (Lebensdaten)            | Amtsbezeichnung   | Beginn            | Ende              |
| --- | ---- | ----------------------------- | ----------------- | ----------------- | ----------------- |
| 1.  |      | Malcolm MacDonald (1901–1981) | Generalgouverneur | 12. Dezember 1963 | 12. Dezember 1964 |

## Republik (seit 1964)
| Nr. | Bild              | Name (Lebensdaten)          | Amtsbezeichnung | Flagge des Amtsinhabers                | Amtszeit           | Amtszeit          | Partei |
| Nr. | Bild              | Name (Lebensdaten)          | Amtsbezeichnung | Flagge des Amtsinhabers                | Beginn             | Ende              | Partei |
| --- | ----------------- | --------------------------- | --------------- | -------------------------------------- | ------------------ | ----------------- | ------ |
| 1.  |                   | Jomo Kenyatta (1893–1978)   | Präsident       | Präsidenten-Flagge von Jomo Kenyatta   | 12. Dezember 1964  | 22. August 1978   | KANU   |
| 2.  |                   | Daniel arap Moi (1924–2020) | Präsident       | Präsidenten-Flagge von Daniel arap Moi | 23. August 1978    | 30. Dezember 2002 | KANU   |
| 3.  |                   | Mwai Kibaki (1931–2022)     | Präsident       | Präsidenten-Flagge von Mwai Kibaki     | 31. Dezember 2002  | 27. Dezember 2007 | NARC   |
| 3.  | 27. Dezember 2007 | Mwai Kibaki (1931–2022)     | Präsident       | Präsidenten-Flagge von Mwai Kibaki     | 9. April 2013      | PNU               |        |
| 4.  |                   | Uhuru Kenyatta (* 1961)     | Präsident       | Präsidenten-Flagge von Uhuru Kenyatta  | 9. April 2013      | 2022              | JAP    |
| 5.  |                   | William Ruto (* 1966)       | Präsident       | Präsidenten-Flagge von William Ruto    | 15. September 2022 | amtierend         | UDA    |